# Juan León Pallière

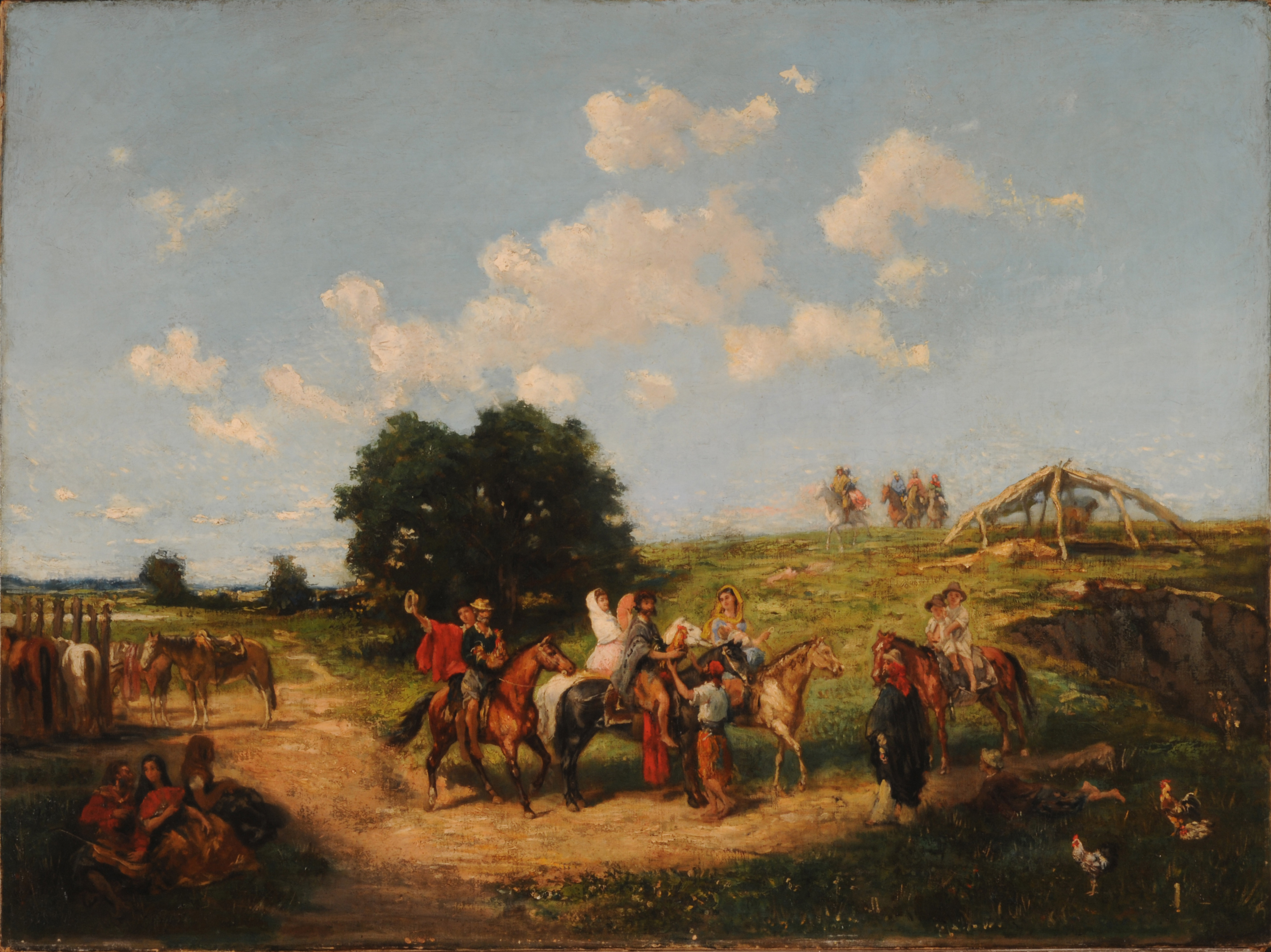
Camino al reñidero

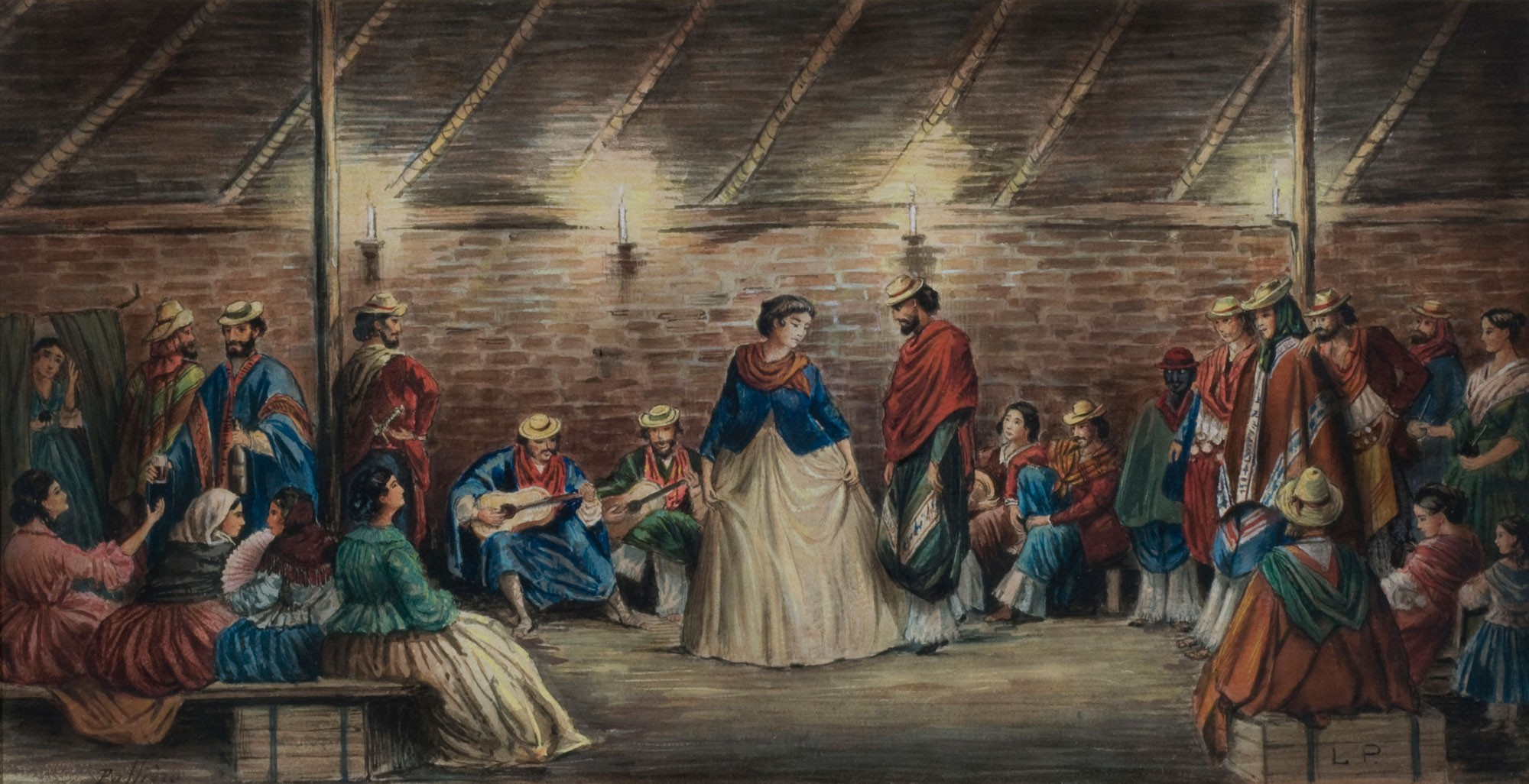
Bailando el gato

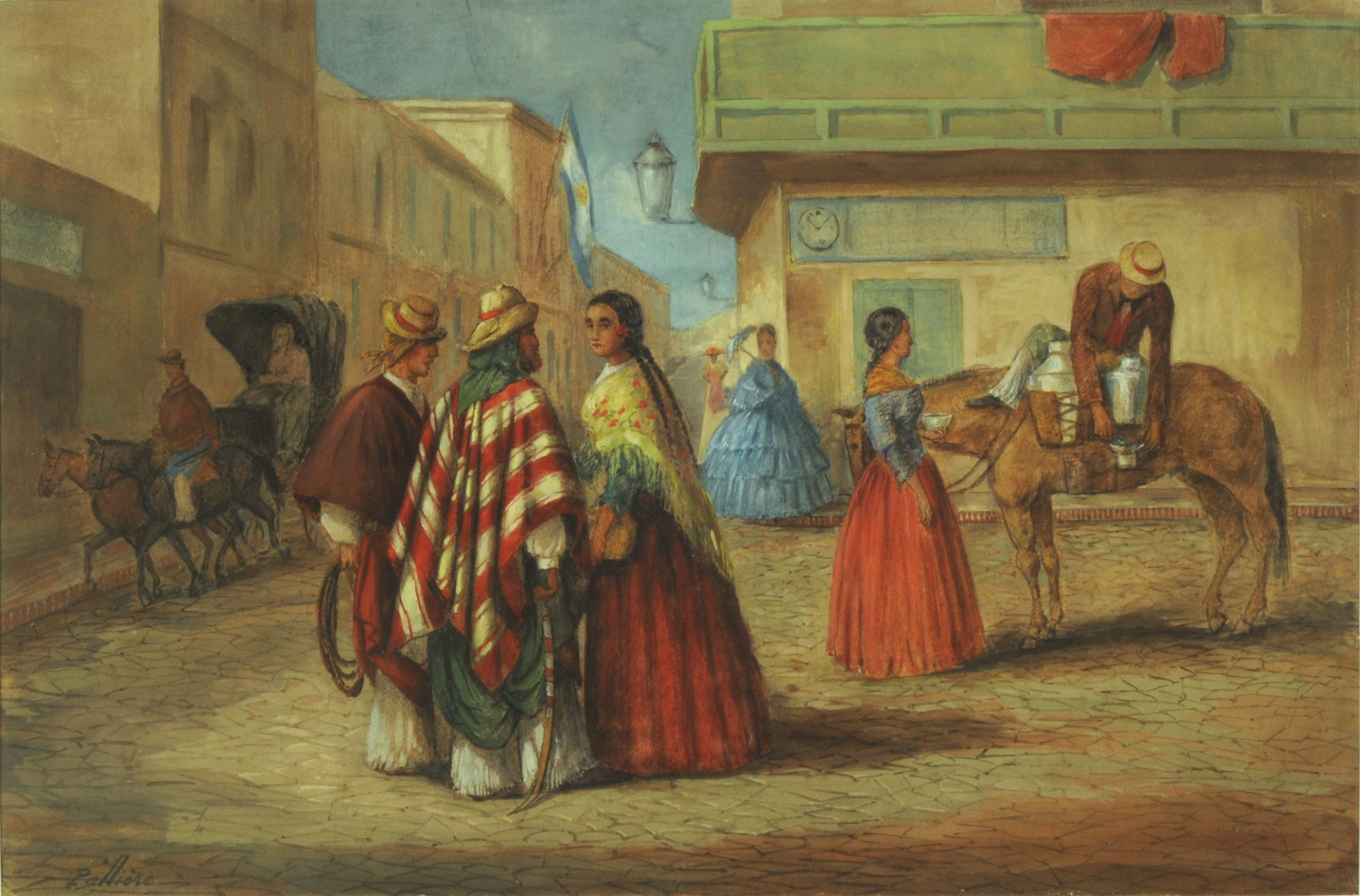
Esquina porteña

Jean Leon Pallière Grandjean Ferreira dit Jean Léon Pallière, né le 1er janvier 1823 à Rio de Janeiro (Brésil) et mort le 12 février 1887 à Lorris (France), est un peintre français d'origine brésilienne qui s'est installé à Buenos Aires en 1855. Ses œuvres se caractérisent par l'affichage d'images traditionnelles de la campagne argentine, qu'il a traversées pendant son séjour dans ce pays,,. Il réside en France à partir de 1866 jusqu'à sa mort.

## Biographie
Juan León Pallière naît le 1er janvier 1823 à Rio de Janeiro au Brésil, ; cependant, lorsqu'il est inscrit au registre de l'état civil français dans cette ville, il est considéré comme français et non brésilien. Il est le fils d'Arnaud Julien Pallière, peintre, et d'Agustina Elisa Julia Grandjean Ferreira. Il fait partie d'une famille d'artistes, tant du côté paternel que du côté maternel : son grand-père paternel était graveur et son oncle était récipiendaire du prix de Rome ; son grand-père maternel avait participé à la restauration de la tombe de Cæcilia Metella en 1804.
Juan León Pallière grandit dans sa ville natale jusqu'à l'âge de sept ans, lorsque son père décide de l'emmener en France en 1830. Six ans plus tard, en 1836, il commence ses études artistiques à Paris, dans l'atelier de François Édouard Picot. Certains auteurs affirment que le professeur de Pallière a été Jules-Eugène Lenepveu, alors qu'il n'était que son camarade de classe.

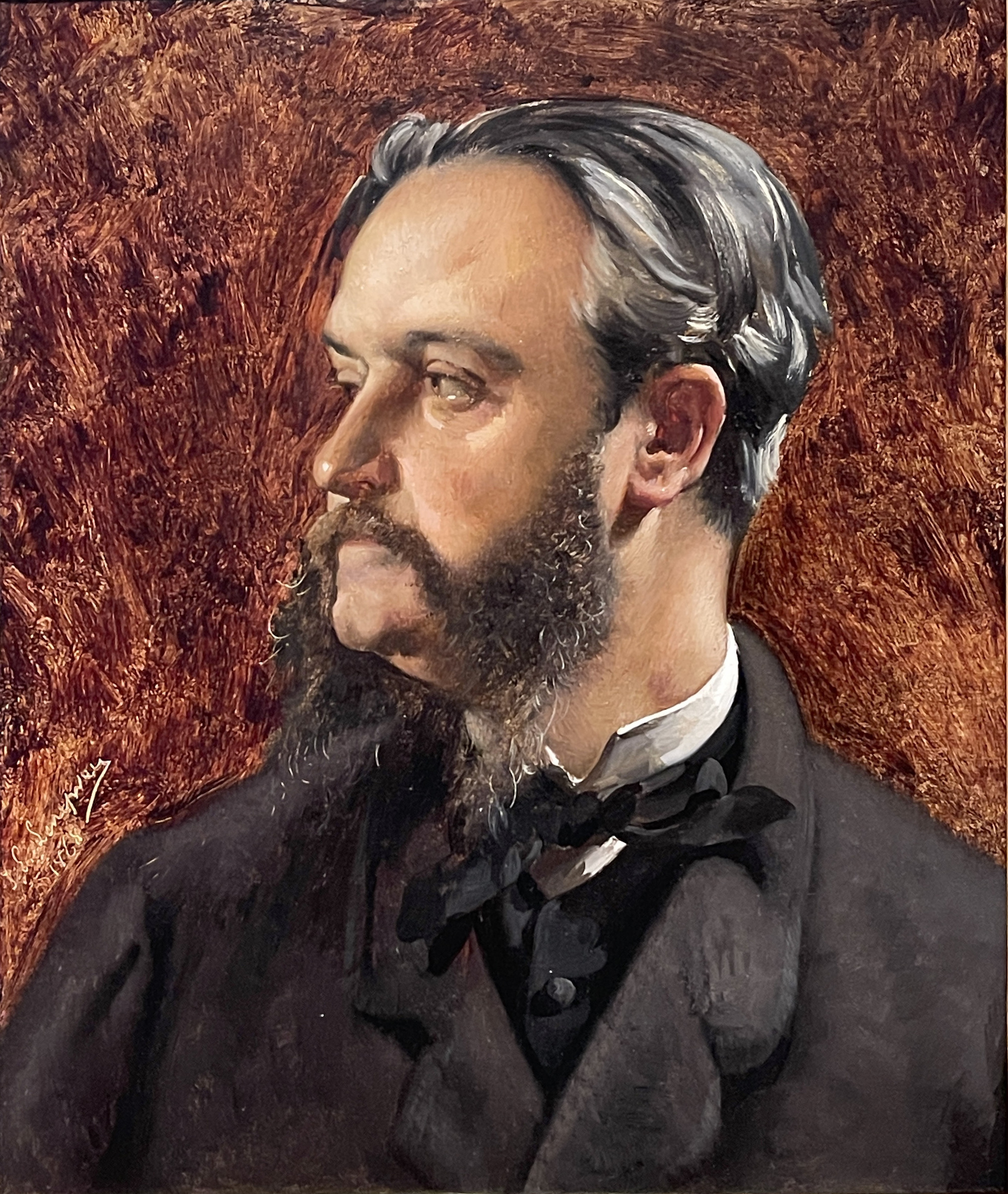
Jules-Eugène Lenepveu, Jean-Léon Pallière, 1868.

Après un voyage à Rio de Janeiro en 1848, il arrive à Buenos Aires, où il s'inscrit à l'Académie des Beaux-Arts, dirigée par Felix Emíle Taunay. En 1849, il obtient une bourse qui lui permet de se rendre en 1850 à Rome, où il poursuit ses études à l'Académie de France. Il étudie en Europe jusqu'en 1855.
Installé en Argentine en 1855, il fait de nombreux voyages au Chili, au Brésil et en Uruguay, jusqu'à son départ pour la France en 1866.

## Travail
Dans les œuvres de Pallière, on peut voir des images typiques de l'Argentine, peintes à l'aquarelle, à l'huile, en lithographie et en dessin. Son œuvre El gaucho enamorado, également appelée Idilio criollo, est exposée au Musée national des beaux-arts de Buenos Aires.